# Pedro C. Colorado
Pedro Cornelio Colorado Calles (Huimanguillo, Tabasco 1884-28 de agosto de 1915), más conocido como Pedro C. Colorado, fue un militar mexicano que participó en la Revolución mexicana.  
Poco es lo que se sabe de este personaje que antecede a la Revolución mexicana. Nació en Huimanguillo, Tabasco en el año de 1884. Hermano de Aureliano Colorado Calles, se levantó en armas junto con Ignacio Gutiérrez en Tabasco en 1910 y peleó en los combates de El Candelero, San Felipe, Río Nuevo, Aldama y otros. Al triunfo del maderismo, se retiró a las actividades agrícolas. Después del cuartelazo de Victoriano Huerta fue de los primeros en levantarse nuevamente.

## Revolución maderista (1910)
Pedro C. Colorado se integró a las fuerzas maderistas desde el mismo año de 1910 en la región de la Chontalpa, para apoyar la lucha que ahí libraba Ignacio Gutiérrez Gómez, participando junto a él en los combates de El Candelero y San Felie del Río Grande.
Una vez que triunfa la Revolución maderista iniciada por el Plan de San Luis, Pedro C. Colorado vuelve a sus actividades normales, pero a la muerte de Francisco I. Madero y José María Pino Suárez es de los primeros en tomar nuevamente las armas.
Para ese momento, el Congreso mexicano estaba integrado principalmente por miembros del régimen porfirista, para quienes la muerte de Madero fue una oportunidad para retomar el poder reconociendo el gobierno de Victoriano Huerta. Solo dos de los miembros del Congreso eran simpatizantes del movimiento revolucionario: Antonio Ferrer Ferrer y Fernando Aguirre Colorado, quien junto con Pedro C. Colorado y otros personajes ilustres de la villa de Huimanguillo fundaron el Club antirreeleccionista Melchor Ocampo.

## Revolución Constitucionalista (1913)
Al enterarse de lo ocurrido en la Ciudad de México durante la Decena trágica, Pedro C. Colorado participó en una protesta armada con un grupo de maderistas entre los que destacaban Ernesto Aguirre Colorado, Fernando Aguirre Colorado, Áureo L. Calles, Isidro Cortés y Aureliano Colorado.
Con el apoyo de Venustiano Carranza iniciaron la revuelta en la región. El 24 de mayo de 1913 se declaró constituido el Ejército Constitucionalista del Occidente de la Chontalpa, y se proclamó como primer jefe a Pedo C. Colorado, quien de esta manera se fortaleció y adquirió un gran peso militar pero sobre todo, político en el estado.
Al triunfo del constitucionalismo siguió en el Ejército carrancista y participó en la Batalla de El Ébano. En la Convención de Aguascalientes estuvo representado por José Cantú.

## Gobernador de Tabasco
Pedro C. Colorado destacó en las filas revolucionarias debido al enorme valor y entereza mostrados, lo que le valió ser nombrado gobernador de Tabasco, tomando protesta para el cargo el 28 de agosto de 1915. Sin embargo, después de haber rendido protesta, acudió a una fiesta y cuando regresaba a su casa por la noche en un tranvía, hubo un levantamiento armado siendo emboscado y asesinado por el teniente coronel villista José Gil Morales quien tenía la intención de reinstalar en el gobierno a Aquileo Juárez. 
De esta forma, Pedro C. Colorado gobernó Tabasco apenas ocho horas, entre las 5 de la tarde del día 28 y la 1:15 de la madrugada del 29 de agosto de 1915.
En su honor, muchas calles y avenidas de ciudades tabasqueñas, llevan su nombre, el cual también se encuentra escrito en el Muro de Honor del Estado de Tabasco, ubicado en Villahermosa.